# Alfred Bergier

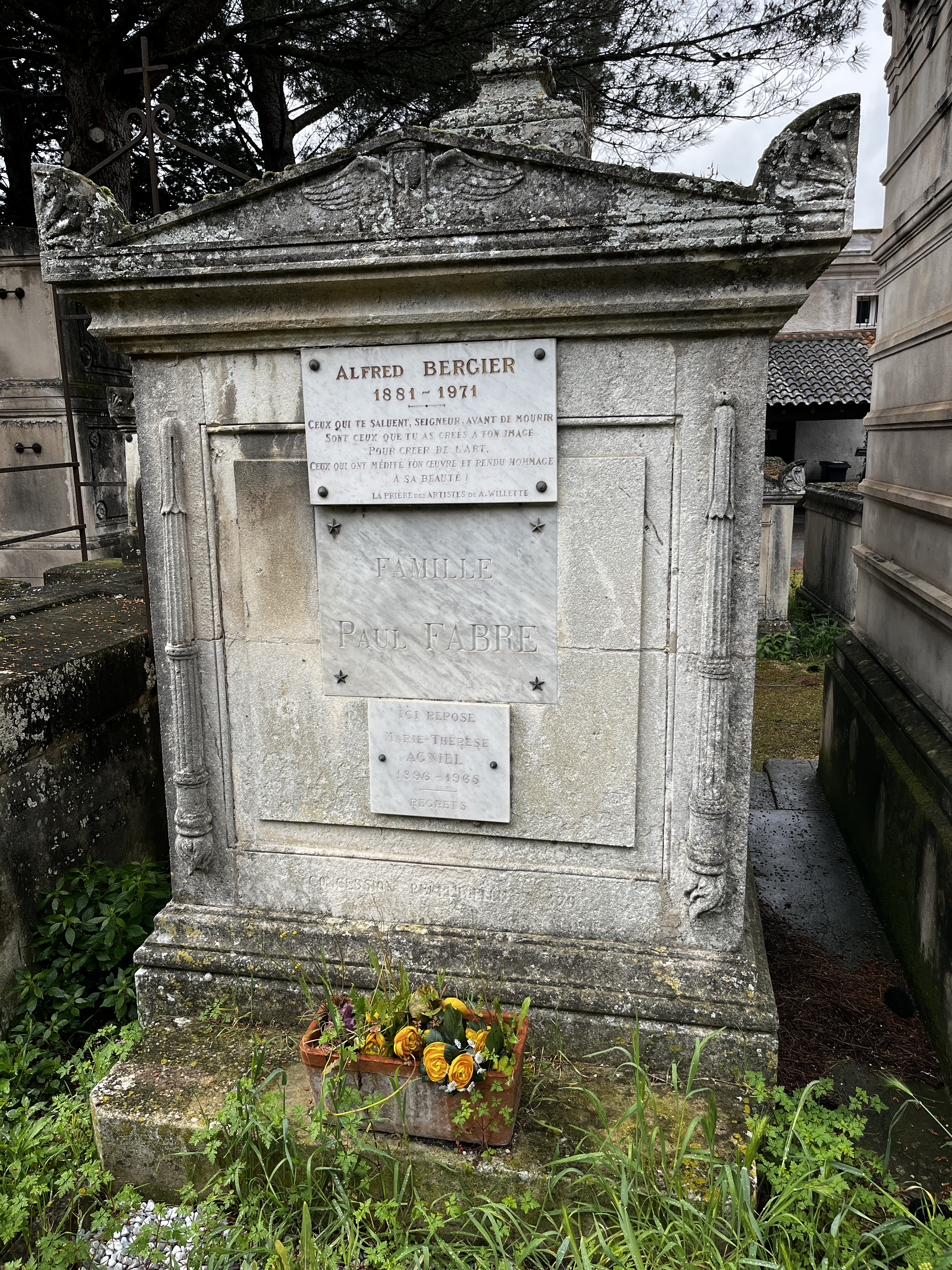
Sépulture de Alfred Bergier au cimetière Saint-Véran en Avignon (84)

Alfred Bergier (1881-1971), est un artiste peintre provençal natif d'Avignon.

## Biographie
Il participa avec le Groupe des Treize à une première exposition le 21 décembre 1912 qui connut un franc succès, suivie d'une seconde exposition le 18 décembre 1913, qui fut aussi la dernière du Groupe.
En 1929, il expose au Salon des artistes français La chapelle romane, Chemin en Provence, Route avec cyprès et Avignon le matin, des aquarelles remarquées. Il participe aussi à la Société nationale des beaux-arts et au Salon des indépendants.

### Œuvres
On lui doit de nombreuses aquarelles, dont : 
- Le Fort Saint André et le Palais des Papes (1956)
- Bord du Rhône aux alentours d'Avignon
- Bord de Méditerranée
- Femmes au bord de l'eau
- Maison au bord d'un chemin
- Vue du fort Saint André à Villeneuve
- Ruelle animée
- Colline aux oliviers
- Le vieux pont de pierre
- Paysage provençal aux oliviers
- Paysage provençal aux vignes
- Bord de mer

Et Huiles, dont :
- Saint-Cyr au Mont d'Or
- Mas Provençale devant un plan d’eau (1911)
- Bord de mer dans le Var
- Vaison la Romaine
- Vue du Palais des Papes
- Paysage
- Le pont d'Avignon (1931)
- Paysage animé
- La fenêtre
- Palmiers à l'entrée d'une ville en Orient
- Paysage au grand arbre
- Le lac d'Annecy
- Le rocher de la Vierge à Biarritz

### Autres
A Avignon, dans le quartier de Montfavet, une rue porte son nom.